# Filet-O-Fish

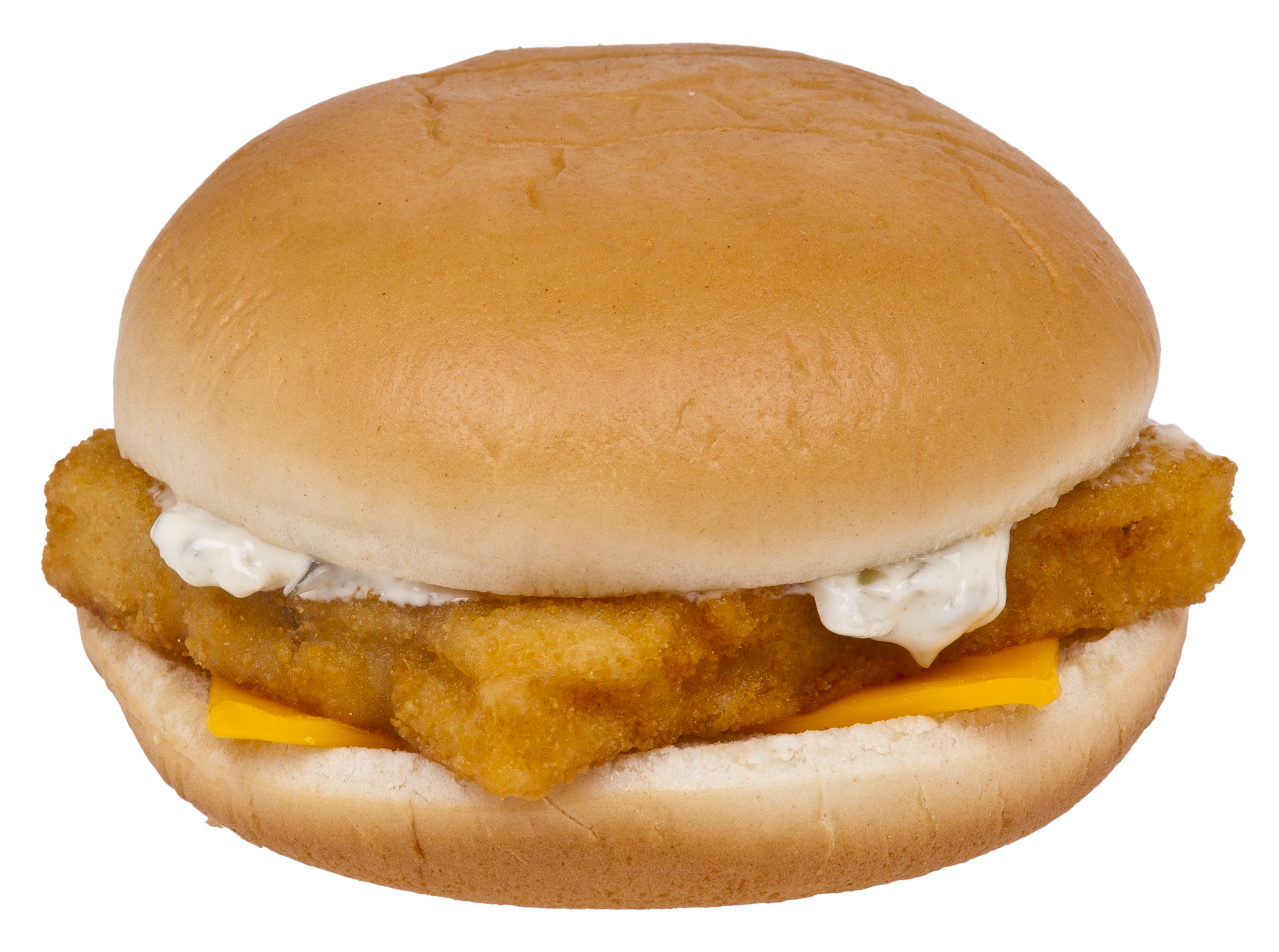
Filet-O-Fish

De Filet-O-Fish is een visgerecht van de fastfoodketen McDonald's.
Het betreft een soort visburger bestaande uit een gestoomd broodje met daartussen een platte schijf gefrituurde vis (meestal koolvis, sinds 2013 alleen de alaskakoolvis) waarop tartaarsaus en een plakje Amerikaanse kaas (in Nederland een half plakje cheddarkaas) is aangebracht. 
De belegde sandwich weegt in de Verenigde Staten 141 gram en bevat 380 kcal (1600 kJ). Daarbuiten kunnen afwijkende getallen optreden, zo bedraagt de voedingswaarde in het Verenigd Koninkrijk 360 kcal (1500 kJ). Het vetgehalte ligt op 18 gram waarvan 3,5 gram verzadigd vet. 
De Filet-O-Fish werd in 1962 door een uitbater (Joe Groen) van een vestiging van McDonald's in Cincinnati (Ohio) ontworpen. Groen speelde daarmee in op de wensen van zijn klanten in zijn overwegend katholieke wijk, die vanwege hun geloofsovertuigingen destijds op vrijdag in plaats van vlees vis plachten te eten. In 1963 werd de Filet-O-Fish als eerste hamburger zonder vlees ook op de menukaart van andere vestigingen van McDonald's gezet en sinds 1965 maakt de visburger een vast onderdeel uit van het standaardaanbod van de fastfoodketen. En alhoewel de visburger in de loop der jaren wat aanpassingen heeft ondergaan, is de basisopzet nog steeds dezelfde.